# At Madison Square Garden
At Madison Square Garden ist ein Live-Musikalbum von Johnny Cash, das am 5. Dezember 1969 im Madison Square Garden in New York City aufgenommen, aber erst am 27. August 2002 veröffentlicht wurde.
Außer Cashs Begleitband Tennessee Three und seinem Bruder Tommy Cash traten als Gastmusiker, wie schon bei Cashs Gefängnisalben At Folsom Prison und At San Quentin, erneut die Carter Family, Carl Perkins und die Statler Brothers auf. Cashs Frau June Carter Cash fehlte bei dem Konzert, da sie schwanger war.

## Titelliste
1. „Big River“ (J. Cash) – 2:21
2. „I Still Miss Someone“ (J. Cash, R. Cash, Jr.) – 1:37
3. „Five Feet High and Rising“ (J. Cash) – 2:52
4. „Pickin’ Time“ (J. Cash) – 2:36
5. „Remember the Alamo“ (J. Bowers) – 2:48
6. „Last Night I Had the Strangest Dream“ (E. McCurdy) – 3:04
7. „Wreck of the Old 97“ (Arranged by J. Cash, B. Johnson, N. Blake) – 2:14
8. „The Long Black Veil“ (D. Dill, M. Wilkin) – 3:01
9. „The Wall (H. Howard)“ – 1:09
10. „Send a Picture of Mother“ (J. Cash) – 2:36
11. „Folsom Prison Blues“ (J. Cash) – 3:35
12. „Blue Suede Shoes“ (C. Perkins) – 3:13 (Carl Perkins)
13. „Flowers on the Wall“ (L. DeWitt) – 2:32 (The Statler Brothers)
14. „Wildwood Flower“ (A.P. Carter) – 3:45 (The Carter Family)
15. „Worried Man Blues“ (A.P. Carter) – 1:40 (The Carter Family)
16. „A Boy Named Sue“ (S. Silverstein) – 4:25
17. „Cocaine Blues“ (T.J. Arnall) – 1:57
18. „Jesus was a Carpenter“ (C. Wren) – 3:40
19. „The Ballad of Ira Hayes“ (P. LaFarge) – 3:11
20. „As Long as the Grass Shall Grow“ (P. LaFarge) – 3:50
21. „Sing a Traveling Song“ (K. Jones) – 3:30
22. „He Turned the Water into Wine“ (J. Cash) – 3:16
23. „Were You There (When They Crucified My Lord)“ (Traditional, Arranged by J. Cash) – 4:16
24. „Daddy Sang Bass“ (C. Perkins) – 2:15
25. „Finale Medley“ – 4:45:
  1. „Do What You, Do Well“ (N. Miller) (Johnny and Tommy Cash)
  2. „I Walk the Line“ (J. Cash) (The Carter Family)
  3. „Ring of Fire“ (J. Cash, M. Kilgore) (The Statler Brothers)
  4. „Folsom Prison Blues“ (J. Cash) (Carl Perkins)
  5. „The Rebel - Johnny Yuma“ (R. Markowitz, A. Fenady)
  6. „Folsom Prison Blues“ (J. Cash)
26. „Suppertime“ (I. F. Stanphill) – 2:55